# Liste der Stolpersteine in Haunetal
Die Liste der Stolpersteine in Haunetal enthält alle Stolpersteine, die im Rahmen des gleichnamigen Kunst-Projekts von Gunter Demnig in der Marktgemeinde Haunetal verlegt wurden. Mit ihnen soll der Opfer des Nationalsozialismus gedacht werden, die in Haunetal lebten und wirkten. Am 9. Dezember 2019 wurden die ersten drei Stolpersteine im Ortsteil Rhina verlegt.

## Liste der Stolpersteine
| Bild | Inschrift                                                                         | Adresse                  | Leben |
| --- | --------------------------------------------------------------------------------- | ------------------------ | --- |
| Bild gesucht Die Wikipedia wünscht sich an dieser Stelle ein Bild vom Ort mit diesen Koordinaten 50.764104 9.685469 . Motiv: drei Stolpersteine Falls du dabei helfen möchtest, erklärt die Anleitung , wie das geht. BW | Hier wohnte Leopold Metzger Jg. 1881 deportiert 1941 Minsk ermordet               | Im Unterland 11, Rhina · | Leopold Metzger wurde am 6. Dezember 1881 in Höchheim geboren. Familie Metzger musste Rhina verlassen und zog nach Frankfurt am Main. Am 11./12. November 1941 wurde er von dort in das Ghetto Minsk deportiert. |
| Bild gesucht Die Wikipedia wünscht sich an dieser Stelle ein Bild vom Ort mit diesen Koordinaten 50.764104 9.685469 . Motiv: drei Stolpersteine Falls du dabei helfen möchtest, erklärt die Anleitung , wie das geht. BW | Hier wohnte Selma Metzger verh. Schwarz Jg. 1919 deportiert 1942 Sobibor ermordet | Im Unterland 11, Rhina · | Selma Metzger wurde am 6. August 1919 in Rhina geboren und war später eine verheiratete Schwarz. Am 11. Juni 1942 wurde sie ab Frankfurt am Main in das Vernichtungslager Sobibor deportiert.                    |
| Bild gesucht Die Wikipedia wünscht sich an dieser Stelle ein Bild vom Ort mit diesen Koordinaten 50.764104 9.685469 . Motiv: drei Stolpersteine Falls du dabei helfen möchtest, erklärt die Anleitung , wie das geht. BW | Hier wohnte Rickchen Metzger geb. Stein Jg. 1884 deportiert 1941 Minsk ermordet   | Im Unterland 11, Rhina · | Rickchen Metzger wurde am 6. Dezember 1884 als Rickchen Stein in Rhina geboren. Am 11./12. November 1941 wurde sie ab Frankfurt am Main in das Ghetto Minsk deportiert.                                          |

## Verlegungen
- 9. Dezember 2019: drei Stolpersteine an einer Adresse in Rhina[5]